# 야마다 유키
야마다 유키(일본어: 山田 裕貴, 1990년 9월 18일 ~ )는 일본의 배우이다.
아이치현 나고야시 출신. 와타나베 엔터테인먼트 소속.

## 내력
와타나베 엔터테인먼트 칼리지 (6기) 졸업, 2010년에 개최된 〈D☆DATE 신 멤버 오디션〉의 파이널리스트가 되었지만, D☆DATE의 신 멤버에는 선발되지 못했다. 그러나, 사전 투표에서 1위였던 것도 있어, 파이널 개최 시에 갑작스럽게 만들어진 〈D-BOYS 부문〉의 그랑프리가 된다. 그 후 와타나베 엔터테인먼트에 소속되었다. 그랑프리 수상 시에는 〈D-BOYS에 가입〉이라고 발표되었으나, 12월, D2에 가입되었다.
2011년, 드라마 《해적전대 고카이저》의 고카이 블루/조 깁켄 역으로 배우 데뷔.
2012년 6월, 《D×TOWN 〈우리가 연애 못 하는 이유〉》로 첫 주연을 맡았다.
2013년 7월, D2 멤버 첫 솔로 사진집을 출판하였다. 10월에 D2가 D-BOYS에 가입하게 되면서, D-BOYS의 멤버가 되었다.
2014년, 《라이브》로 영화 첫 주연을 맡았다.

## 인물
- 아버지는 전 프로 야구 선수인 야마다 카즈토시이다.

## 출연

### 드라마
- 해적전대 고카이저 (2011년 2월 ~ 2012년 2월, TV 아사히) - 조 깁켄/고카이 블루(목소리) 역
- D×TOWN 제3탄 〈우리가 연애 못 하는 이유〉 (2012년 6월, TV 도쿄) - 주연·미야모토 역
- 검은 보고서 남자와 여자의 사건 파일 〈고독〉 제1탄 〈그림자의 여자〉 (2012년 6월 9일, BS 재팬) - 코지마 요헤이 역
- GTO (2012년 7월 ~ 9월, 칸사이 TV) - 후지요시 코지 역
  - 가을 스페셜 (2012년 10월 2일)
  - 정월 스페셜 (2013년 1월 2일)
  - 졸업 스페셜 (2013년 4월 2일)
- 사토가의 아침밥, 스즈키가의 저녁밥 (2013년 1월, BS 재팬) - 하시모토 나오토 역
- 장난스런 Kiss~Love in TOKYO (2013년 3월 ~ 7월, 후지 TV TWO) - 이케자와 킨노스케 역
  - 장난스런 Kiss 2~Love in TOKYO (2014년 11월 ~ 2015년 3월, 후지 TV)
- 스타맨·이 별의 사랑 (2013년 7월 ~ 9월, 칸사이 TV) - 안도 군 역
- D-BOYS 정월 스페셜 드라마 〈무녀를 사랑해〉 (2014년 1월 2일, TV 도쿄) - 야시로 역
- N을 위하여 제4 ~ 5화 (2014년 11월 7일 ~ 14일, TBS) - 미조구치 역
- 목요 미스터리 9 〈검사·사와키 마사오 2〉 (2014년 12월 24일, TV 도쿄) - 카리야 역
- TV 아사히 21세기 신인 시나리오 대상 〈화석의 미소〉 (2015년 3월 29일, TV 아사히) - 후카다 켄스케 역
- 호텔 컨시어지 (2015년 7월 ~ 9월, TBS) - 콘노 코타로 역
- HiGH&LOW~THE STORY OF S.W.O.R.D.~ (2015년 10월 ~ 12월, 닛폰 TV) - 무라야마 요시키 역
  - HiGH&LOW Season2 (2016년 4월 ~ 6월)
- 기묘한 이야기 25주년 기념! 가을 2주 연속 SP~걸작 부활 편~ 〈이마키요상〉 (2015년 11월 21일, 후지 TV) - 요시이 역
- 황무지의 사랑 제3·5화 (2016년 1월 23일·2월 6일, WOWOW)
- 여자 구애의 밥 Season2 제2화 (2016년 1월 24일, MBS) - 오가사와라 야마토 역
- 수험의 신데렐라 (2016년 7월 ~ 8월, NHK BS 프리미엄) - 오키타 유타 역
- 사폐ーDEATH CASHー (2016년 7월 ~ 9월, TBS) - 미우라 사토시 역
- 동물전대 주오저 제28 ~ 29화 (2016년 9월 4일 ~ 9월 11일, TV 아사히) - 조 깁켄/고카이 블루(목소리) 역
- 나에게 운명의 사랑이란 있을 수 없다고 생각했다 (2016년 12월 20일, KTV)
- 친구게임 (2017년 4월 6일 ~ 4월 27일, tvk)
- 3인의 아빠 (2017년 4월 19일 ~6월 21일,TBS) - 쿄헤이
- 하이 앤 로우 시즌 1
- 하이 앤 로우 시즌 2

### 영화
- 나의 상냥하지 않은 선배 (2010년, 팬텀 필름)
- 천상전대 고세이저 VS 신켄저 에픽 on 은막 (2011년, 토에이) - 고카이 블루(조 깁켄의 목소리) 역
- 고카이저 고세이저 수퍼 전대 199 히어로 대결전 (2011년, 토에이) - 조 깁켄/고카이 블루(목소리) 역
- 해적전대 고카이저 THE MOVIE 하늘을 나는 유령선 (2011년, 토에이) - 조 깁켄/고카이 블루(목소리) 역
- 해적전대 고카이저 VS 우주 형사 갸반 THE MOVIE (2012년, 토에이) - 조 깁켄/고카이 블루(목소리) 역
- 가면라이더×수퍼 전대 수퍼 히어로 대전 (2012년, 토에이) - 조 깁켄/고카이 블루(목소리), 게키 레드(목소리) 역
- 특명전대 고버스터즈 VS 해적전대 고카이저 THE MOVIE (2013년, 토에이) - 조 깁켄/고카이 블루(목소리) 역
- 노예 구 나와 23인의 노예 (2014년, 티 조이) - 츄오 아타루 역
- 가치반 ULTRA MAX (2014년, AMG 엔터테인먼트) - 안도 타다오미 역
- 우리 상금 벌이단 (2014년, 토에이) - 도지마 와타루 역
- 라이브 (2014년, KADOKAWA) - 주연·타무라 나오토 역
- 핫 로드 (2014년, 쇼치쿠) - 킨파 역
- 가치반 NEW GENERATION2 (2015년, AMG 엔터테인먼트)
- 스트롭 에지 (2015년, 토호) - 안도 타쿠미 역
- 사채 독스 (2015년, AMG 엔터테인먼트) - 주연·안도 타다오미 역
  - 사채 독스 2 (2016년) - 주연·안도 타다오미 역
  - 사채 독스 3 (2016년) - 안도 타다오미 역
  - 사채 독스 6 (2017년) - 안도 타다오미 역
  - 사채 독스 8 (2018년) - 안도 타다오미 역
- 늑대 소녀와 흑왕자 (2016년, 워너 브라더스 영화)
- 불쾌한 과거 (2016년, 도쿄 테아트르)
- HiGH&LOW THE MOVIE (2016년, 쇼치쿠) - 무라야마 요시키 역
- 푸른 하늘 옐 (2016년, 토호) - 우스이 코타 역
- 사채꾼 우시지마 Part3 (2016년, SDP)
- 나는 내일, 어제의 너와 만난다 (2016년, 토호)
- 두 번째 여름, 두 번 다시 만날 수 없는 너 (2017년, 키노 필름즈) - 이시다 역
- 아인 (2017년) - 타카하시 역
- 허리케인 포리마 (2017년)
- 아아, 황야 (2017년, 스타샌즈) - 유지 역
  - 아아, 황야 2 (2017년, 스타샌즈) - 유지 역
- 데메킨 (2017년) - 아츠나리 역
- 친구게임 극장판 (2017년) - 미카사 텐지 역
  - 친구게임 극장판 파이널 (2017년) - 미카사 텐지 역
- 옆자리 괴물군 (2018년)
- 그 시절, 우리가 좋아했던 소녀 (2018년) - 미즈시마 코스케 역
- 도쿄 리벤저스 (2021년) - 드라켄 역
  - 도쿄 리벤저스2 전편 '운명' (2023년) - 드라켄 역
  - 도쿄 리벤저스2 전편 '결전' (2023년) - 드라켄 역
- 원피스 필름 레드 (2022년)
- 남은 인생 10년 (2022년) - 토미타 타케루 역
- 블랙 나이트 퍼레이드 (2022년) - 토마 히노 역
- 킹덤3: 운명의 불꽃 (2023년) - 만극 역
  - 킹덤4: 대장군의 귀환 (2024년) - 만극 역
- 고지라-1.0 (2023년) - 미즈시마 시로 역
- 블루 자이언트 (2023년) - 미야모토 다이 역 (목소리)

### 극장판 애니메이션
- 극장판 짱구는 못말려: 격돌! 낙서왕국과 얼추 네 명의 용사들 (2020년) - 국방장관 역

### 무대
- 낭독극 《주홍색 연구》 (2012년) - 셜록 홈즈 역
- D 스테이지 12th 〈TRUMP〉 (2013년)
- D 스테이지 16th×TS 뮤지컬 파운데이션 〈GARANTIDO〉 (2015년)
- 미야모토 무사시 (완전판) (2016년) - 주연·미야모토 무사시 역

### CM
- TBS 라디오 〈주식회사 에코스〉 (2014년)
- 시즈오카 신문 SBS (2016년)

### MV
- GReeeeN 〈사랑스런 그대에게〉 (2013년)
- May J. 〈My Sweet Dreams〉 (2015년)

## 서적

### 사진집
- 퍼스트 사진집 《야마다 유키》 (2013년, 도쿄 뉴스 통신사) ISBN 978-4863363274